# Alterazione dell'omeostasi del calcio
Per alterazione dell'omeostasi del calcio si intende un'alterazione della concentrazione intra o extracellulare del calcio superiore alle capacità dell'organismo di fronteggiarla.

## Aspetti generali
Ogni cellula dell'organismo umano, è dotata di spiccata capacità adattative verso un determinato attacco o insulto tossico esterno. Pertanto, il sistema di difesa primario che possiede la cellula è la membrana cellulare, la quale possiede canali di membrana specifici per il passaggio di ioni e molecole. Sulla membrana, sono anche presenti delle proteine che fungono da recettori specifici per determinate classi di molecole stereospecifiche per il recettore.
Il legame della molecola segnale col recettore, può funzionare in due modi:
1. determina una serie di eventi a catena, nei quali è spesso coinvolta la proteina G, che culminano con una risposta cellulare, specifica per il segnale (input) che proviene dall'esterno di essa. In questo caso si parla dell'attivazione dei secondi messaggeri.
2. determina la modifica conformazionale della proteina transmembrana (canale di membrana o pompa ionica) che consente il passaggio di molecole o ioni, in funzione delle caratteristiche del canale o pompa ionica.

Fisiologicamente, i segnali chimici che giungono dentro la cellula, non sono altro che un'aumentata o diminuita concentrazione di un determinato ione o molecola all'interno della cellula (Na+ , K+  , Cl- , Ca2+ ecc).
Il calcio è uno ione che viene assorbito a livello intestinale, e che viene immagazzinato sulla struttura ossea di idrossiapatite. All'interno della cellula svolge un ruolo importantissimo come ione attivatore di differenti processi cellulari. La sua concentrazione intracellulare deve essere sempre inferiore a 0,1 µmolare (microMolare), la cui concentrazione viene mantenuta costante dalle pompe di membrana specifiche per il calcio.

## Fattori che alterano l'omeostasi del calcio
Molte sostanze, tra le quali farmaci (se assunti oltre le dosi soglia) e agenti tossici, possono causare un'alterazione della concentrazione intracellulare di calcio.
Il discorso sulla tossicità di alcune sostanze, risiede nella loro biotrasformazione, cioè una sostanza, dopo essere ingerita o assorbita, viene trasformata da enzimi di fase I e fase II del processo di biotrasformazione, con conseguente formazione di metaboliti, alcuni dei quali, responsabili degli effetti tossici di quella sostanza. La particolarità principale di questi metaboliti, è che essi possono essere stati trasformati in radicali liberi o specie reattive, che a loro volta possono formare specie reattive dell'ossigeno, le quali determinano:
- perossidazione lipidica
- stress ossidativo delle membrane cellulari
- blocco delle pompe ioniche.

Le sostanze che possono indurre questi danni cellulari sono diverse: Paracetamolo, Cadmio, Piombo, Mercurio, Cloruromercurico, Cisplatino, CCl4, ma soprattutto tutte quelle sostanze che a livello epatico (zona 3 dell'acino epatico) vengono trasformate dal complesso del citocromo P450 in radicali liberi.
I danni cellulari come: stress ossidativo e il blocco delle pompe ioniche del calcio, possono dare origine ai seguenti fenomeni intracellulari:
- riduzione della concentrazione intracellulare di ATP
- blocco della sintesi di ATP
- alterazione del citoscheletro cellulare
- attivazione degli enzimi idrolitici calcio-dipendenti

## Meccanismi di danno

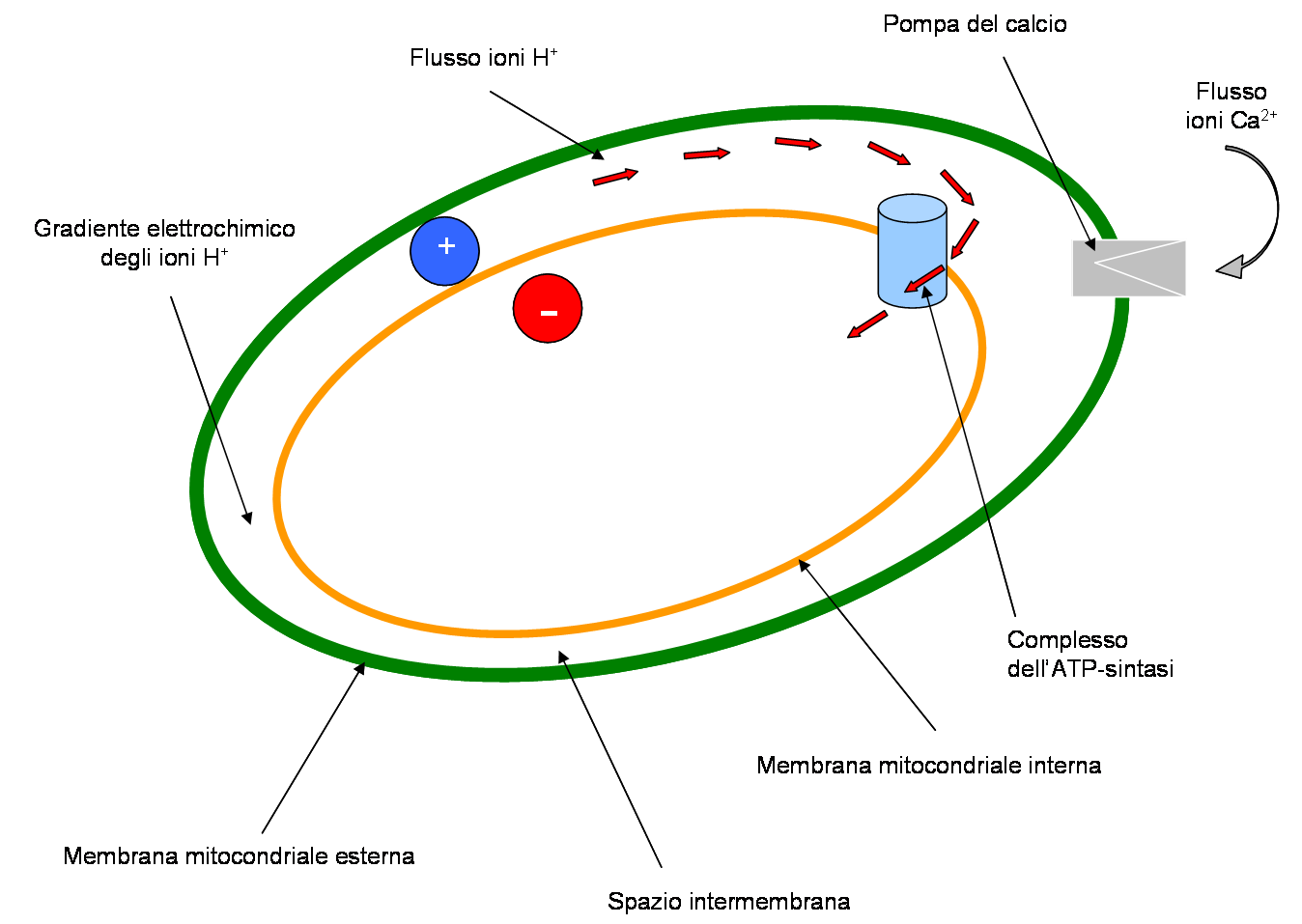
Schema del mitocondrio e flusso protonico per la formazione di ATP

A seguito dell'insulto tossico, si possono verificare i seguenti eventi intracellulari:
- riduzione della concentrazione intracellulare di ATP
- blocco della sintesi di ATP
- alterazione del citoscheletro cellulare
- attivazione degli enzimi idrolitici calcio-dipendenti

### Blocco della sintesi di ATP
La concentrazione intracellulare di calcio, viene mantenuta costante intorno ai 100 nM dalle pompe di membrana per il calcio, le quali lavorano sotto l'azione dell'ATP. Come le membrane cellulari, anche la membrana del reticolo endoplasmatico possiede delle pompe per il calcio, le quali se bloccate ne determinano un aumento intracellulare.
L'ATP, è prodotto nei mitocondri, grazie alla struttura molecolare chiamata ATP-sintasi, localizzata sulla membrana mitocondriale interna. Il suo funzionamento, e di conseguenza la produzione di ATP, dipendono strettamente dal flusso di protoni che si spostano (secondo gradiente elettrochimico) dallo spazio intermembrana, attraverso la cavità inferiore dell'ATP-sintasi, verso la matrice mitocondriale. Lo spostamento degli ioni H+ dallo spazio intermembrana verso la matrice mitocondriale, è reso possibile perché la carica all'interno della membrana mitocondriale interna, è fortemente negativa, capace di attrarre le cariche positive.

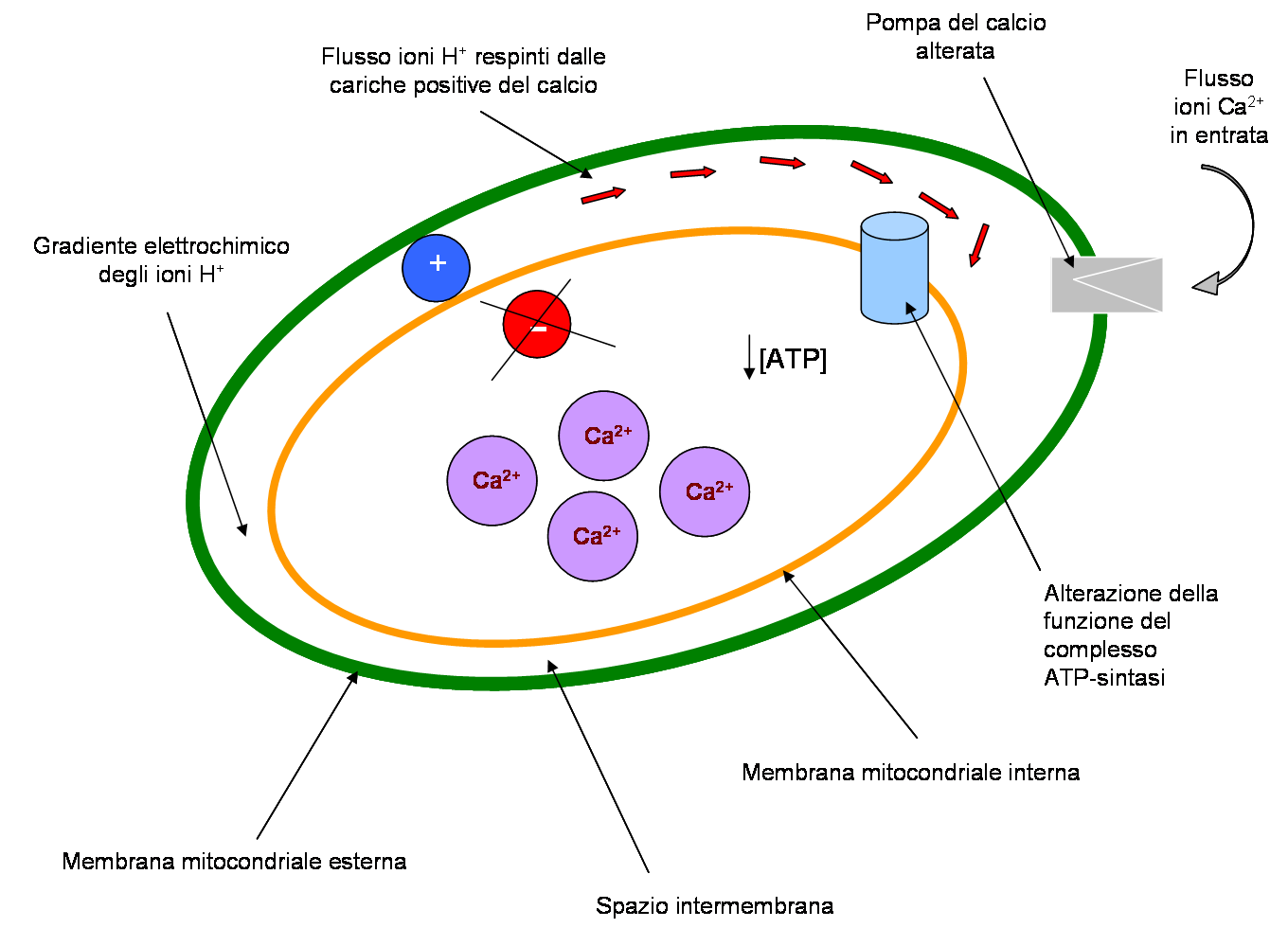
Alterazione del flusso protonico mitocondriale calcio-dipendente

Fisiologicamente, quando la concentrazione del calcio aumenta all'interno della cellula, parte di questo ione, viene immagazzinato dentro il mitocondrio attraverso un trasporto attivo secondario, mediato dal sodio.
Dal punto di vista tossicologico invece, quando la concentrazione del calcio aumenta, essendo uno ione con due cariche positive, tende a neutralizzare le cariche negative della membrana mitocondriale interna, impedendo così al flusso di protoni di penetrare all'interno della membrana, perché non c'è più quella differenza di carica per la quale gli ioni H+ venivano attratti. A questo punto, il complesso dell'ATP-sintasi non è più capace di produrre ATP, per cui si ha una riduzione della concentrazione di ATP. L'ATP è una molecola di fondamentale importanza all'interno della cellula, perché molte reazioni ed eventi biochimici, sono regolati dall'ATP, come ad esempio il funzionamento delle pompe ioniche del calcio, sono ATP dipendenti e quindi, ritrovandosi bloccate, la concentrazione del calcio continuerà ad aumentare, causando altri squilibri cellulari.

### Riduzione della concentrazione intracellulare di ATP
L'ATP che viene prodotto dal mitocondrio, viene continuamente utilizzato dalla cellula per le sue attività biochimiche, per cui questa molecola è continuamente prodotta, defosforilata e nuovamente ripristinata per un nuovo ciclo. Quando il sistema dell'ATP-sintasi viene bloccato, (come descritto per il blocco della sintesi di ATP) si ha una riduzione della concentrazione di ATP a livello cellulare, per cui, tutti i processi e gli eventi cellulari che si servono di questa molecola, continuano ad utilizzarla, ma la fonte primaria di produzione è inibita, facendo sì che la sua concentrazione si riduca, fino al collasso delle attività cellulari.

### Alterazione del citoscheletro cellulare
La struttura cellulare, è mantenuta da una impalcatura molto efficace, chiamata citoscheletro. Questa struttura, è costituita da microfilamenti, che si estendono da una parte all'altra della cellula, sorreggendo e mantenendo la struttura cellulare efficiente. Questi microfilamenti, sono ancorati a delle proteine (fodrina ed α-actinina) della membrana cellulare interna. L'aumento della concentrazione di calcio intracellulare, determina il distacco dei microfilamenti da queste due proteine, determinando la perdita della struttura cellulare.

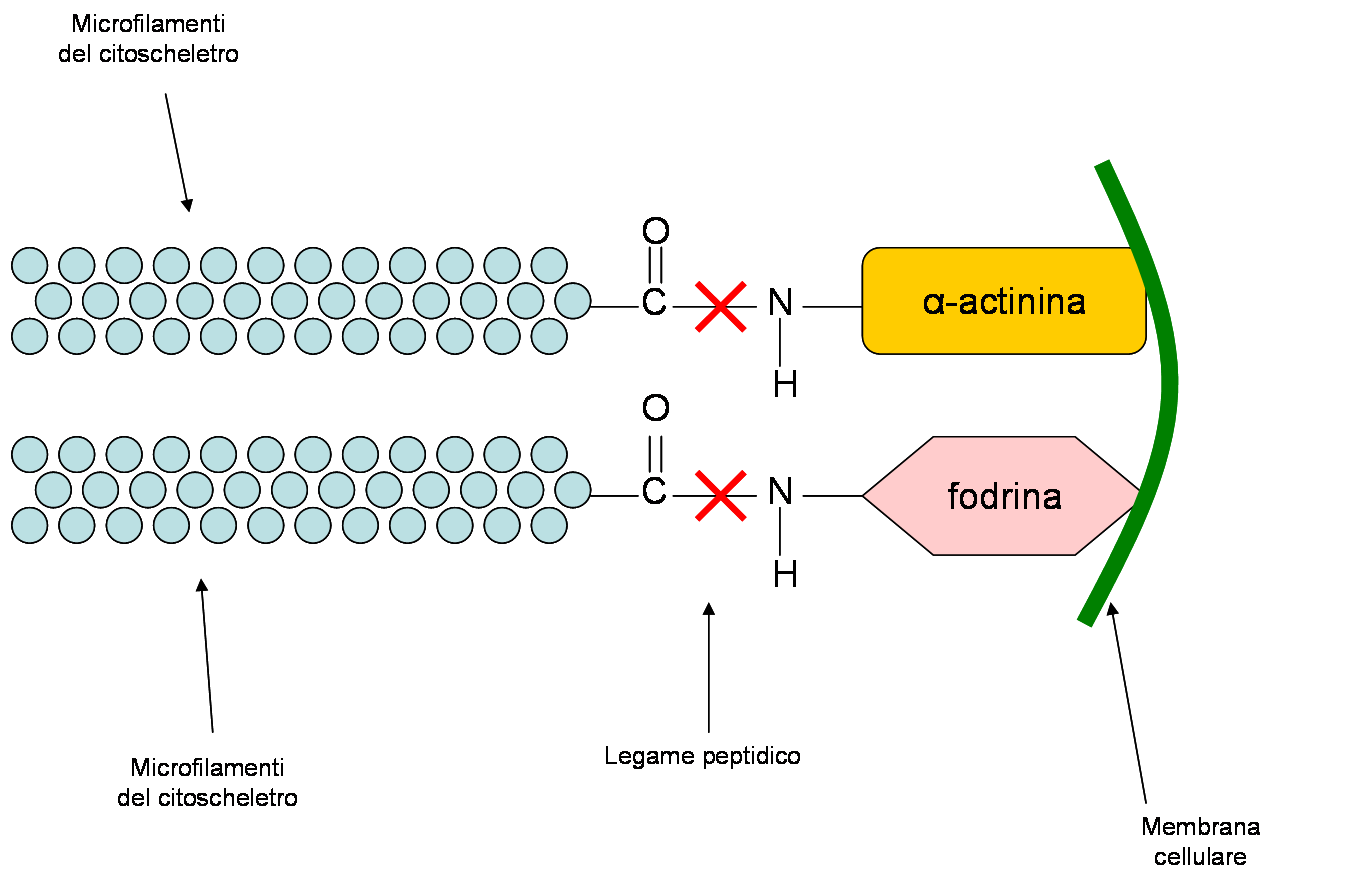
Alterazione del citoscheletro cellulare

### Attivazione degli enzimi idrolitici
Gli enzimi idrolitici calcio-dipendenti presenti dentro la cellula, principalmente sono:
- proteasi
- topoisomerasi
- fosfolipasi

#### Proteasi
Molti enzimi intracellulari, sono calcio-dipendenti, infatti, quando il calcio all'interno della cellula tende ad aumentare, allora questi enzimi, come le calpaine, si attivano, determinando il distacco dei microfilamenti del citoscheletro, dalle proteine come fodrina e α-actinina, della membrana cellulare interna. Oltre a questo evento, le calpaine, determinano la conversione di xantina deidrogenasi in xantina ossidasi, comportando la formazione di specie reattive dell'ossigeno che causano un danno alla membrana cellulare. La xantina ossidasi, in presenza di ossigeno, catalizza la reazione di trasformazione di ipoxantina (ottenuta dalla deaminazione dell'adenosina, a sua volta prodotto del catabolismo di AMP) in acido urico, perossido di idrogeno (acqua ossigenata) e anione superossido. L'equilibrio della reazione è spostato a favore di questi prodotti perché condizioni di ipossia/ischemia conducono a deplezione di ATP e accumulo di AMP e ADP e la successiva riperfusione (riossigenazione dovuta al ripristino del flusso ematico) fa sì che la reazione avvenga.

#### Topoisomerasi
Gli enzimi che agiscono sul DNA, sono diversi, ed ognuno con precise funzioni, regolate. Ad esempio, le topoisomerasi, sono una classe di enzimi che sono calcio-dipendenti, infatti essi determinano il taglio di filamenti del DNA in porzioni errate, e poi il taglio viene ripristinato da alcune ligasi, enzimi che fanno sempre parte di questa classe. Ma quando la concentrazione di calcio aumenta, si crea un'alterata attivazione di questi enzimi, con conseguente disfunzione, per cui in certi casi, questi tagli alle catene del DNA comportano un'alterazione del materiale genetico.

#### Fosfolipasi
Le fosfolipasi, sono enzimi che agiscono sui fosfolipidi di membrana che la costituiscono. Un'alterazione nell'attivazione di questi enzimi, causa un danno alle membrane cellulari, con conseguente danno agli organelli interni citoplasmatici.